# Gudrun Sjödén

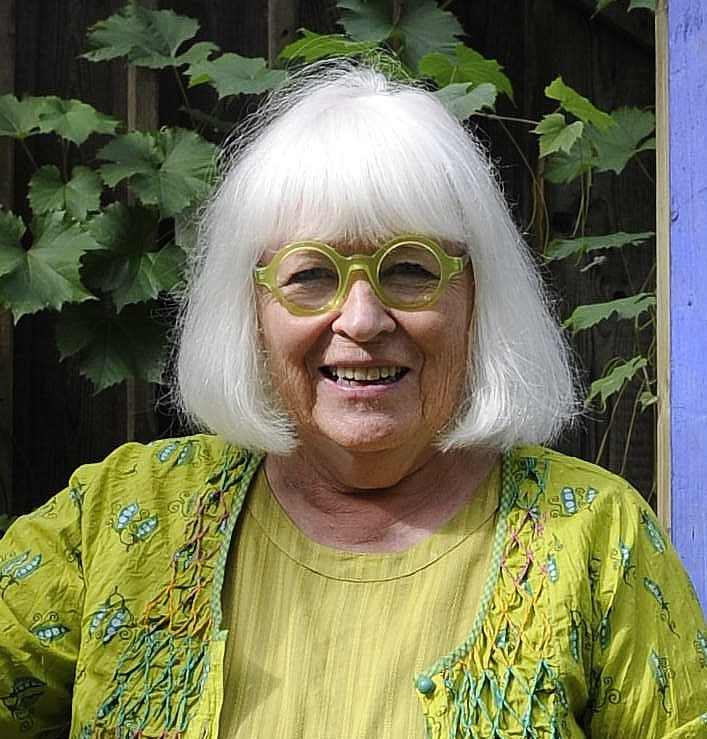
Gudrun Sjödén, 2013

Gudrun Sjödén (Östhammar, 5 juni 1941) is een Zweeds modeontwerpster. Ze studeerde van 1958 tot 1963 textiel- en modeontwerp aan de Hogeschool voor Kunsten in Stockholm (Konstfack). Ze werkte voor Ivar Wahl als ontwerper en als modejournaliste voor de vrouwenmagazines Femina en Damernas Värld. In 1974 richtte zij haar eigen modelabel op: Gudrun Sjödén. Haar kledinglijn kenmerkt zich door kleurrijke kleding van natuurlijke materialen met Scandinavisch design.

## Het bedrijf
Het bedrijf Gudrun Sjödén Design werd in 1976 opgericht. Het hoofdkantoor is gevestigd in Stockholm. Gudrun zelf is manager van het bedrijf. Het verkoopt zijn collectie in 17 eigen winkels (in onder andere Stockholm, Berlijn, Londen, Hamburg en New York) en via postorder en de online-winkel. Het bedrijf telde in 2011 200 medewerkers en haalt een jaarlijkse omzet van circa 50 miljoen euro.